# Esther Williams
Esther Jane Williams, ameriška plavalka in filmska igralka, * 8. avgust 1921, Inglewood, † 6. junij 2013, Beverly Hills, ZDA.
Esther Williams je v svoji mladosti postavila številne regionalne plavalne rekorde kot članica atletsko-plavalnega kluba iz Los Angelesa. Leta 1940 je bila članica ekipe, ki bi se morala udeležiti poletnih olimpijskih iger v Tokiu, vendar je bila zaradi izbruha 2. svetovne vojne olimpijada odpovedana. Zato se je postala članica predstave Billy Rose's Aquacade in z njo potovala po združenih državah. Med bivanjem v New Yorku je nekaj mesecev sodelovala tudi z nosilcem olimpijskega odličja in zvezdnikom filma Tarzan, Johnnyjem Weissmullerjem. V tem času so jo opazili tudi filmski agenti podjetja MGM in tako je med letoma 1940 in 1950 nastopila v številnih t. i. vodnih muzikalih, ki so vključevali sinhronizirano plavanje in potapljanje na glasbeno predlogo. Postala je prepoznavna filmska osebnost, njeni filmi pa so med občinstvom dobro kotirali. Leta 1952 je nastopila v svoji edini avtobiografski vlogi kot avstralska plavalna zvezda Annette Kellerman v filmu Million Dollar Mermaid. Leta 1956 je zapustila MGM in nastopila v nekaj neuspešnih filmih, nato pa se leta 1960 od filma poslovila. Postala je podjetnica in svoje ime prodala verigi plavalnih bazenov, kopalnim oblačilom, posnela je nekaj otroških izobraževalnih filmov na temo plavanja. Bila je tudi komentator discipline sinhoniziranega plavanja na poletnih olimpijskih igrah leta 1984 v Los Angelesu. 

## Filmografija
| leto | film                         | vloga                     |
| ---- | ---------------------------- | ------------------------- |
| 1942 | Andy Hardy's Double Life     | Sheila Brooks             |
| 1943 | A Guy Named Joe              | Ellen Bright              |
| 1944 | Bathing Beauty               | Caroline Brooks           |
| 1945 | Thrill of a Romance          | Cynthia Glenn             |
| 1945 | Ziegfeld Follies             | Herself                   |
| 1946 | Hoodlum Saint                | Kay Lorrison              |
| 1946 | Easy to Wed                  | Connie Allenbury Chandler |
| 1946 | Till the Clouds Roll By      | Herself                   |
| 1947 | Fiesta                       | Maria Morales             |
| 1947 | This Time for Keeps          | Leonora 'Nora' Cambaretti |
| 1948 | On an Island with You        | Rosalind Reynolds         |
| 1949 | Take Me Out to the Ball Game | K.C. Higgins              |
| 1949 | Neptune's Daughter           | Eve Barrett               |
| 1950 | Duchess of Idaho             | Christine Riverton Duncan |
| 1950 | Pagan Love Song              | Mimi Bennett              |
| 1951 | Texas Carnival               | Debbie Telford            |
| 1951 | Callaway Went Thataway       | igra samo sebe            |
| 1952 | Skirts Ahoy!                 | Whitney Young             |
| 1952 | Million Dollar Mermaid       | Annette Kellerman         |
| 1953 | Dangerous When Wet           | Katie Higgins             |
| 1953 | Easy to Love                 | Julie Hallerton           |
| 1955 | Jupiter's Darling            | Amytis                    |
| 1956 | The Unguarded Moment         | Lois Conway               |
| 1958 | Raw Wind in Eden             | Laura                     |
| 1961 | The Big Show                 | Hillary Allen             |
| 1963 | Magic Fountain               |                           |
| 1994 | That's Entertainment! III    | igra samo sebe            |